# Hövelriege
Hövelriege ist ein Ortsteil im Norden der Gemeinde Hövelhof im Kreis Paderborn, Nordrhein-Westfalen. Der Ort liegt in der Senne und wird vom Furlbach durchquert.

## Religion

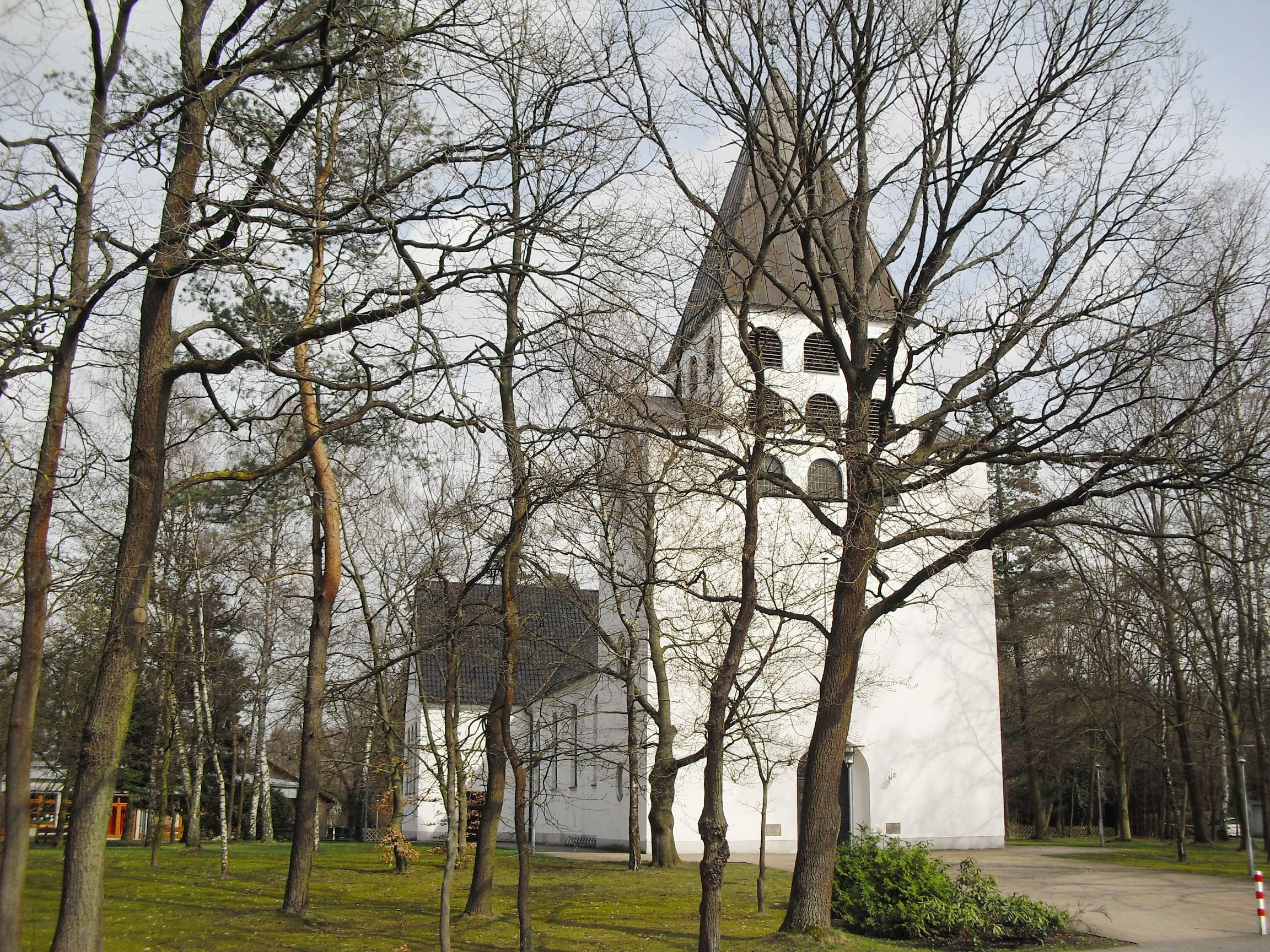
Herz Jesu Kirche

Hövelriege ist überwiegend katholisch geprägt. Die katholische Kirchengemeinde Hövelriege umfasst die Ortsteile Hövelriege und Riege und gehört zum Pastoralverbund Hövelhof im Dekanat Büren-Delbrück des Erzbistums Paderborn. Sie hatte 2012 1443 Mitglieder.  Die Pfarrkirche Herz Jesu der Kirchengemeinde steht im Ortsteil Riege. Die evangelisch-lutherisch Gläubigen gehören zur Johannes-Kirche in Hövelhof. Sie gehört dem Kirchenkreis Paderborn der Evangelischen Kirche von Westfalen an.

## Museum
Die Dorfgemeinschaft ist Trägerin des Dorfschulmuseums Hövelriege. Bei Renovierungsarbeiten 1950 konnte das Goldene ABC freigelegt werden, eine Sammlung von 24 Lebensregeln, die die Erziehung und Denkweise im 19. Jahrhundert dokumentieren. Sie wurden in goldener Farbe auf die Wände aufgebracht.

## Verkehr

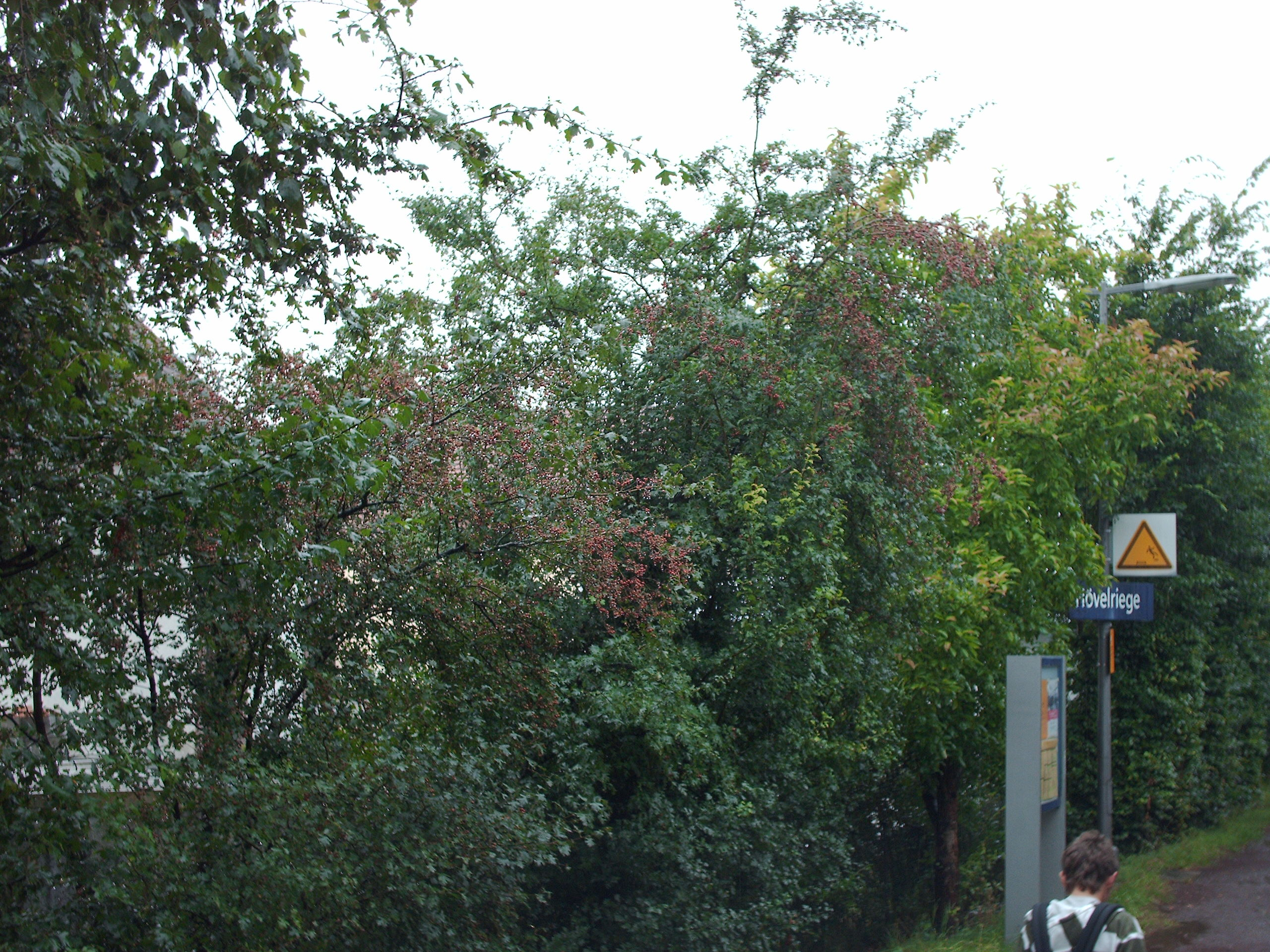
Haltepunkt Hövelriege an der Senne-Bahn

Durch den Ort Hövelriege verläuft die A 33, welche über die Anschlussstelle Stukenbrock-Senne zu erreichen ist. Ferner verkehrt die Senne-Bahn, die Bielefeld und Paderborn verbindet, im Stundentakt durch Hövelriege.